# SN 2011gk
SN 2011gk – supernowa typu Ia odkryta 6 września 2011 roku w galaktyce UGC 1523. W momencie odkrycia miała maksymalną jasność 18,00m.